# Majda Petan
Majda Petan je slovenska pevka zabavne glasbe. Prvič se je v javnosti bolj prepoznavno pojavila, ko je v duetu z Otom Pestnerjem zmagala na festivalu Melodije morja in sonca leta 1980 s skladbo Melodije sonca in morja. Je sociologinja in živi v Celju. V sedemdesetih je bila članica zasedbe Ultra 4.

## Diskografija
- Edino ljubezen (založba Coda, 2008)